# Elend (gruppo musicale)
Gli Elend sono un gruppo musicale dark ambient dalle influenze gotiche ed orchestrali formato nel 1993 a Parigi dal compositore e multi-strumentista Iskandar Hasnawi (Francia) e da Renaud Tschirner (Austria).
Il nome del gruppo, in tedesco, significa "miseria".

## Storia degli Elend
Gli Elend si formarono nel 1993 a Parigi grazie al compositore e multi-strumentista Iskandar Hasnawi ed all'austriaco Renaud Tschirner. Dall'ingresso nel gruppo del tastierista, programmatore ed ingegnere del suono Sébastien Roland nel 1997, gli Elend hanno continuato ad accogliere numerosi strumentisti nel corso della loro esistenza: il violinista David Kempf (2000-oggi) ed i soprani Eve-Gabrielle Siskind (1994-1995), Nathalie Barbary (1995-2003), Esteri Rémond (2003-present) e Laura Angelmayer (2005-present).
Anche gli Elend, come la maggior parte delle band dark ambient, sono stati influenzati dalla parte atmosferica della scena metal; nel caso dei francesi c'è soprattutto quella death e black metal: infatti alcuni componenti della band francese sono (o sono stati) contemporaneamente anche membri dei blackster Korovakill e Mestema.
Gli Elend venivano spesso classificati come gruppo metal quando erano sotto contratto per la Holy Records, che era dedita quasi esclusivamente a proporre gruppi metal. Tuttavia, seppure nel loro primo album fosse frequente l'uso di voce screaming e di orchestrazioni violente e dissonanti, la loro musica non è mai stata collegabile direttamente al genere metal.
In effetti le loro influenze sono rintracciabili, soprattutto per il capolavoro "A world in their scream" (sintesi di tutti i loro sforzi) nelle più strane sperimentazioni orchestrali avant-garde del XX secolo, come Giacinto Scelsi, Luigi Nono e Gustav Mahler.
Gli Elend dopo i primi tre album usciti per la Holy Records, firmano il contratto per una grossa label indipendente, la Music for Nations e così nel 1998 esce il nuovo album "The Umbersun".

### Officium tenebrarum
I primi album degli Elend, appartenenti all'Officium Tenebrarum, vedevano l'utilizzo di samplers e sintetizzatori per creare un suono denso e carico di orrore.
Nella liturgia cattolica l'"officium tenebrarum" è la recita dell'Ufficio divino celebrato nella Settimana Santa. 
Risalenti almeno dall'VIII secolo, conobbero una buona popolarità nel XVII secolo con il nome di "leçons de ténèbres" (letture, o lezioni, delle Tenebre) o semplicemente "Tenebrae", e arrivando ad essere considerate un sottogenere della musica barocca francese.
Le Tenebre prevedono lo spegnimento di tutte le luci, con l'eccezione di una singola candela lasciata accesa e nascosta dietro l'altare. Alla fine dell'Ufficio ha luogo il "terremoto" o strepitus. La candela veniva a quel punto mostrata, come prova e simbolo della Resurrezione. Questo benvenuto alla luce viene invertito nell'Officium degli Elend, dove diviene una discesa nella tenebra assoluta, completata dai riferimenti continui al tema cristiano della ribellione del primo Arcangelo. All'interno dell'Officium appaiono vari cori in ebraico e latino oltre che in inglese.

### Il ciclo dei Venti
Negli album più recenti composti dal trittico del Winds Cycle (trad: il ciclo dei Venti), il suono degli Elend si è espanso fino ad incorporare elementi di musica industriale, e si affidano ora quasi esclusivamente a strumenti acustici e ad una orchestra da camera per ottenere un suono più pieno e naturale.
Sia musicalmente che dal punto di vista concettuale si tratta di una serie di opere molto diverse da quelle del ciclo precedente.  Le atmosfere si fanno più soffuse e complesse per tornate gradualmente alla violenza, il cantato scream sparisce dalle composizioni mentre fanno la loro apparizione influenze derivate dalla musica elettronica, e in particolare industrial.
I testi derivano da un lungo poema epico scritto dai componenti del gruppo, che mescola riferimenti dai miti greci ed esperienze personali, poema chi sviluppa lungo tutto l'arco dei tre album.
Il Winds Cycle doveva essere inizialmente composto da cinque album, ma prima della pubblicazione di A World in Their Screams la lunghezza del ciclo è stata ridotta a tre album.

## Membri

### Formazione attuale
- Iskandar Hasnawi: Vari strumenti (1993—oggi)
- Renaud Tschirner: Vari strumenti (1993—oggi)
- Nathalie Barbary: Soprano (1995—oggi)
- Sébastien Roland: Tastiere, programmazione, produzione (1997—oggi)
- David Kempf: Violino (2000—oggi)
- Esteri Rémond: Soprano (2003—oggi)

### Membri passati
- Eve-Gabrielle Siskind: Soprano  (1994—1995)

## Discografia
Album in studio
- 1994 - Leçons de Ténèbres
- 1996 - Les Ténèbres du Dehors
- 1997 - Weeping Nights
- 1998 - The Umbersun
- 2003 - Winds Devouring Men
- 2004 - Sunwar the Dead
- 2007 - A World in Their Screams